# Earlville (Iowa)
Earlville ist eine Kleinstadt mit dem Status „City“ im Delaware County des US-amerikanischen Bundesstaats Iowa.
Das U.S. Census Bureau hat bei der Volkszählung 2020 eine Einwohnerzahl von 716 ermittelt.

## Geographie
Earlville liegt im mittleren Nordosten Iowas am Plum Creek, der über den Maquoketa River zum Stromgebiet des Mississippi gehört. Dieser bildet rund 55 km östlich die Grenze Iowas zu Wisconsin und Illinois.
Die geografischen Koordinaten von Earlville sind 42°28′54″ nördlicher Breite und 91°16′21″ westlicher Länge. Die Stadt erstreckt sich über eine Fläche von 1,42 km² und ist die größte Ortschaft innerhalb der Oneida Township.
Nachbarorte von Earlville sind Colesburg (23,5 km nordnordöstlich), New Vienna (20,2 km nordöstlich), Dyersville (13,6 km östlich), Worthington (22,3 km südöstlich), Hopkinton (18,1 km südlich), Delhi (10,4 km südwestlich), Delaware (8 km westlich), Manchester (16,3 km in der gleichen Richtung) und Greeley (17,5 km nordnordwestlich).
Die nächstgelegenen größeren Städte sind La Crosse in Wisconsin (183 km nördlich), Wisconsins Hauptstadt Madison (202 km ostnordöstlich), Dubuque an der Schnittstelle der Staaten Iowa, Wisconsin und Illinois (56,3 km östlich), Rockford in Illinois (203 km in der gleichen Richtung), die Quad Cities in Iowa und Illinois (156 km südöstlich), Iowa City (112 km südsüdwestlich), Cedar Rapids (84,1 km südwestlich), Iowas Hauptstadt Des Moines (266 km westsüdwestlich), Waterloo (92,8 km westlich) und Rochester in Minnesota (259 km nordnordwestlich).

## Verkehr
Der zum Freeway ausgebaute U.S. Highway 20 verläuft in West-Ost-Richtung am südlichen Stadtrand von Earlville vorbei. Alle weiteren Straßen sind untergeordnete Landstraßen, teils unbefestigte Fahrwege sowie innerörtliche Verbindungsstraßen.
Durch Earlville verläuft in West-Ost-Richtung eine Eisenbahnstrecke für den Frachtverkehr der Canadian National Railway (CN).
Mit dem Manchester Municipal Airport befindet sich 19,4 km westlich der Stadt ein kleiner Flugplatz. Die nächstgelegenen Verkehrsflughäfen sind der Dubuque Regional Airport (58,5 km östlich) und der Waterloo Regional Airport (102 km westlich).

## Bevölkerung
Nach der Volkszählung im Jahr 2010 lebten in Earlville 812 Menschen in 331 Haushalten. Die Bevölkerungsdichte betrug 571,8 Einwohner pro Quadratkilometer. In den 331 Haushalten lebten statistisch je 2,45 Personen.
Ethnisch betrachtet setzte sich die Bevölkerung zusammen aus 98,6 Prozent Weißen, 0,1 Prozent (eine Person) Asiaten sowie 0,6 Prozent aus anderen ethnischen Gruppen; 0,6 Prozent stammten von zwei oder mehr Ethnien ab. Unabhängig von der ethnischen Zugehörigkeit waren 2,5 Prozent der Bevölkerung spanischer oder lateinamerikanischer Abstammung.
23,8 Prozent der Bevölkerung waren unter 18 Jahre alt, 58,6 Prozent waren zwischen 18 und 64 und 17,6 Prozent waren 65 Jahre oder älter. 50,1 Prozent der Bevölkerung waren weiblich.
Das mittlere jährliche Einkommen eines Haushalts lag bei 53.542 USD. Das Pro-Kopf-Einkommen betrug 26.441 USD. 7,7 Prozent der Einwohner lebten unterhalb der Armutsgrenze.